# Färberplatz

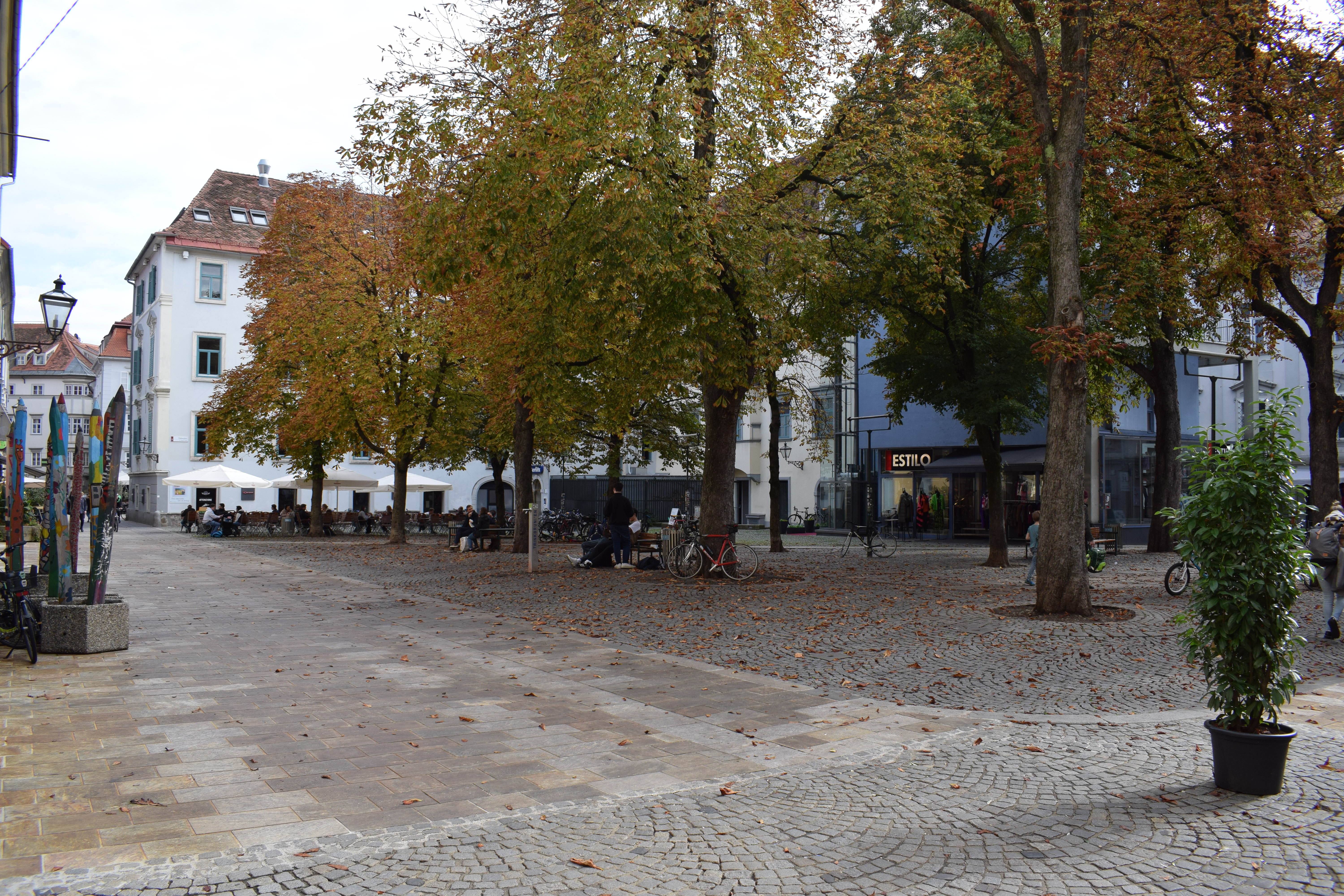
Blick von der Nordecke des Färberplatzes nach Südosten. Am gepflasterten, baumbestandenen Bereich rechts befand sich die Färberkaserne

Der Färberplatz ist ein Platz in Graz. Er befindet sich im Bezirk Innere Stadt und damit im historischen Zentrum der Stadt. Der Platz entstand jedoch erst am Beginn des 20. Jahrhunderts durch Abtragung eines zuletzt Färberkaserne genannten, ehemaligen Adelspalais.

## Entwicklung

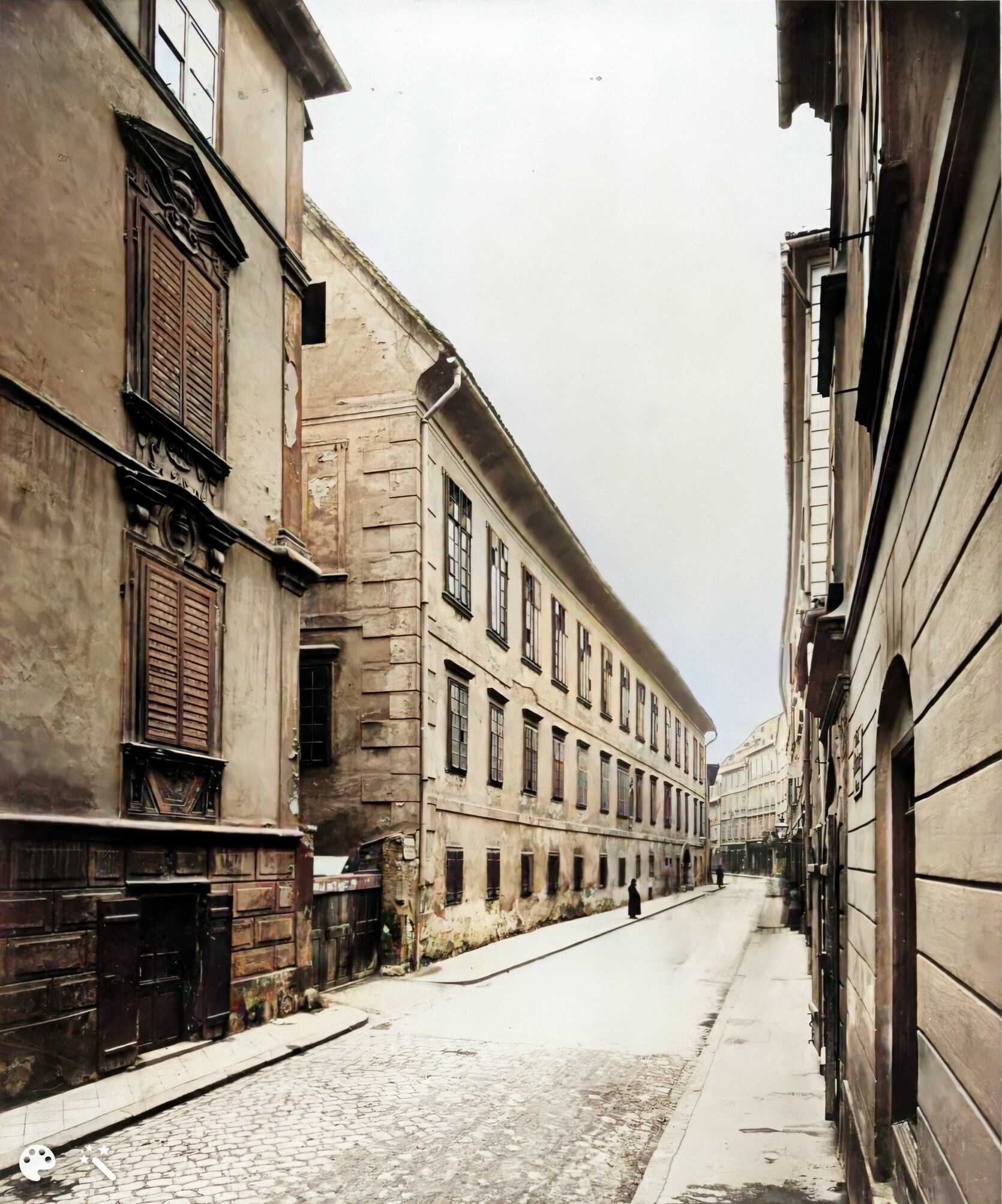
Blick vom Mehlplatz durch die Färbergasse nach Nordwesten. Links die Nordfassade des Palais Inzaghi, danach die 1902 bis 1904 abgetragene Färberkaserne

### Vom Adelspalais zur Kaserne
Der Färberplatz liegt im nordöstlichen Bereich des mittelalterlichen Stadtkernes von Graz, die heute noch erhaltenen Bauten in seiner Umgebung gehen in der Regel auf das 16. und 17. Jahrhundert zurück. Historisch befand sich hier keine offene Fläche. Das älteste bekannte Gebäude am Areal des heutigen Platzes war ein 1728 erbautes Palais der Grafen von Wagensberg und Trauttmansdorff. Dieses Gebäude wurde 1776 als Waisenhaus, 1795 als „Arbeitshaus“ adaptiert. Während der Neuerrichtung des Grazer Rathauses waren zwischen 1802 und 1807 die Behörden des Magistrats dort untergebracht und das davor ebenfalls im Rathaus verwahrte Grazer Stadtarchiv im Keller des Gebäudes deponiert. Offenbar verblieben die Dokumente dort bis etwa 1820, wobei sie durch Feuchtigkeit vollkommen zerstört wurden, sodass schließlich angeblich das gesamte Archiv in der Mur entsorgt wurde. Ab 1827 diente das Palais als Kaserne, woraufhin sich die Bezeichnungen „Waisenhauskaserne“, „Rathauskaserne“ und zuletzt „Färberkaserne“ etablierten. Letztere leitete sich von der nordöstlich vorbeiführenden Färbergasse ab. Ob diese wiederum ihren Namen nach hier eventuell ansässigen Textilfärbern, welche jedoch nicht nachgewiesen sind, oder aus anderen Gründen (etwa nach einem gleichnamigen Grazer Bürgergeschlecht) erhielt, ist nicht geklärt.

### Von der Kaserne zum Platz
Bereits 1862 hatte eine Kommission, die vom Gemeinderat zur Ausarbeitung zukünftiger Ziele der Stadtpolitik eingesetzt worden war, den Ankauf der Färberkaserne als ein Ziel erkannt, das „wenn auch nicht gleich vollends zu bewerkstelligen, doch wenigstens einzuleiten und stets im Auge zu behalten wäre.“ Das Gebäude befand sich nicht in städtischem Besitz, sondern war Teil des Militär-Ärars. 1874 blieb ein Antrag im Gemeinderat, diesbezüglich eine Petition an das K.u.k. Kriegsministerium zu stellen, folgenlos. Schließlich ordnete das Ministerium im Jahr 1902 den Abriss des schon sehr heruntergekommenen Palais an. Zwei monumentale Sandsteinfiguren (Samson und Herkules) aus dem Vestibül des Gebäudes wurden erhalten, sie sind heute auf der Burgbastei oberhalb des Grazer Stadtparks aufgestellt. Nach dem Abriss der Färberkaserne konnte die Stadt das Areal zum Preis von 63.000 Kronen erwerben. Man beschloss, den bisher im Bereich des Stainzer Hofes (1969 abgerissen, heute dort Hauptgebäude der Steiermärkischen Sparkasse) abgehaltenen Lebensmittelmarkt auf den nun entstandenen Platz zu verlegen. Auch der Bau einer Markthalle wurde angedacht, jedoch aufgrund der beengten Verhältnisse wieder verworfen.
Durch den Abriss der Färberkaserne entstand ein L-förmiger Platz. Die Prokopigasse im Westen und die namensgebende Färbergasse im Norden, zwischen welchen die Kaserne gelegen hatte, verlaufen formell weiterhin entlang des Platzes, sie sind heute durch die Art der Pflasterung optisch abgesetzt. Im Süden und Osten wird der Platz durch die Rückseite des hakenförmigen Palais Inzaghi begrenzt. Da die umliegenden Gebäude zu ihrem Erbauungszeitpunkt nicht an einem offenen Platz, sondern an den genannten schmalen Gassen lagen, haben sie nicht so repräsentative Fassaden, wie sonst zu erwarten wäre. Die moderne Ausnahme bildet ein an das Palais Inzaghi anschließendes Geschäftsgebäude („M1“), das der Unternehmer Helmut Marko 1989/90 errichten ließ. Nach zwischenzeitlicher Unterbrechung fand der Lebensmittelmarkt auf dem Platz seit 1949 wieder statt, später folgte ein Kunsthandwerksmarkt, der während der Adventszeit bis heute stattfindet. 1989 wurden die dauerhaften hölzernen Markthütten abgebrochen und 1993 der Platz durch das Grazer Architektenehepaar Jörg und Ingrid Mayr neu gestaltet. Durch die zahlreiche Bars und Restaurants in der Umgebung gilt er heute als Teil des Grazer „Bermudadreiecks“, eines durch Kulinarik und reges Nachtleben charakterisierten Bereichs der Altstadt.

## Liste bedeutender Bauten und Denkmäler
Siehe auch die Liste der denkmalgeschützten Objekte in Graz/Innere Stadt.
| Name & Adresse                                  | Bild | Kurzbeschreibung |
| ----------------------------------------------- | ---- | --- |
| Palais Inzaghi Färbergasse 12                   |      | Das denkmalgeschützte Palais Inzaghi ist ein freistehender, L-förmiger Bau, der den Färberplatz vom Mehlplatz trennt. Er geht auf das 16. Jahrhundert zurück. Die zum Mehlplatz ausgerichtete Hauptfassade wurde von Johann Georg Stengg barockisiert. Die Fassade an der Südseite des Färberplatzes hat noch viele Elemente der Renaissance, darunter einen Erker, und wurde im Barock lediglich aufgestockt. |
| M1 Färberplatz 1                                |      | Dieser moderne Bau schließt westlich an das Palais Inzaghi an. Der Unternehmer Helmut Marko ließ das Geschäftsgebäude 1989/90 nach einem Entwurf von Richard Ellmer errichten. |
| Ehem. „Salzburger Kasten“ (?) Prokopigasse 2    |      | Das denkmalgeschützte, dreigeschossiges Eckhaus mit Mansarddach, Schopfwalmgiebel und Erker wurde Ende des 16. Jahrhunderts errichtet. Zu Beginn des 18. Jahrhunderts wurde die Fassade barockisiert. 1838 bis 1841 erfuhr das Gebäude einen größeren Umbau mit erneuter Umgestaltung der Fassade. Bei der Renovierung 1994 wurden einige Elemente aus der Renaissance (Fensterlaibungen etc.) wieder freigelegt. Der Bau könnte auf einen Getreidespeicher des Erzbistums Salzburg zurückgehen.                                                                                                   |
| Färberschule, ehem. Ferdinandeum Färbergasse 11 |      | Dieses weitläufige, denkmalgeschützte Gebäude dominiert die Längsseite des Färberplatzes. Es verfügt über zwei Innenhöfe und geht auf drei Häuser zurück, die 1602 unter Erzherzog Ferdinand zu einem Jesuitencollegium für unbemittelte weltliche Studenten vereinigt wurden. Nach Auflösung des Jesuitenordens wurde der Komplex 1775 zur „k.k. Haupt- und Normalschule“ umgebaut. Diese wurde 1857 wegen Baufälligkeit geschlossen und nach Sanierung 1870 als „Landesbürgerschule“ wieder eröffnet, 1875 wurde ein drittes Geschoss aufgestockt. Die heutige Fassadengliederung entstand 1966. |